# Casa Corcó
La Casa Corcó és una obra art Déco d'Olot (Garrotxa) protegida com a bé cultural d'interès local.

## Descripció
És una botiga de sabates. La façana està construïda amb materials no corrents. Té un entrada la qual està partida per una columna, que sustenta un petit aparador. Les lletres segueixen la forma de la cantonada. Aquestes lletres resten decorades.

## Història
L'enginyer Carles Buïgas la realitzà amb materials procedents de l'exposició de 1929. Entre 1920 i 1940, aproximadament, es desenvolupà a Europa i als Estats Units un moviment estilístic batejat com Art Déco. Es tracta d'un estil que abraça l'arquitectura, l'interiorisme, el mobiliari, el cartell, etc. Es tracta, en definitiva d'una síntesi eclèctica entre elements avantguardistes i racionalistes, amb elements recuperats d'estils primitius i un toc de refinament neo-modernista i cosmopolita. El seu repertori formal més divulgat es compon d'escalonaments corbats o en angle, irradiacions solars, brolladors, cactus, palmeres, ocells, etc.